# Magnus Gottfried Lichtwer

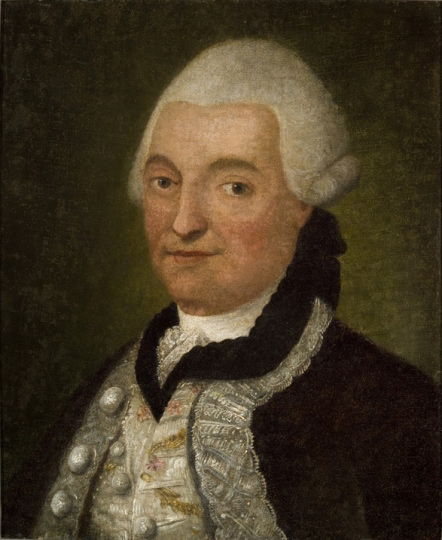
Magnus Gottfried Lichtwer, Gemälde von Benjamin Calau, 1770, Gleimhaus Halberstadt

Magnus Gottfried Lichtwer der Jüngere (* 30. Januar 1719 in Wurzen; † 7. Juli 1783 in Halberstadt) war ein deutscher Jurist und Fabeldichter in der Zeit der Aufklärung.

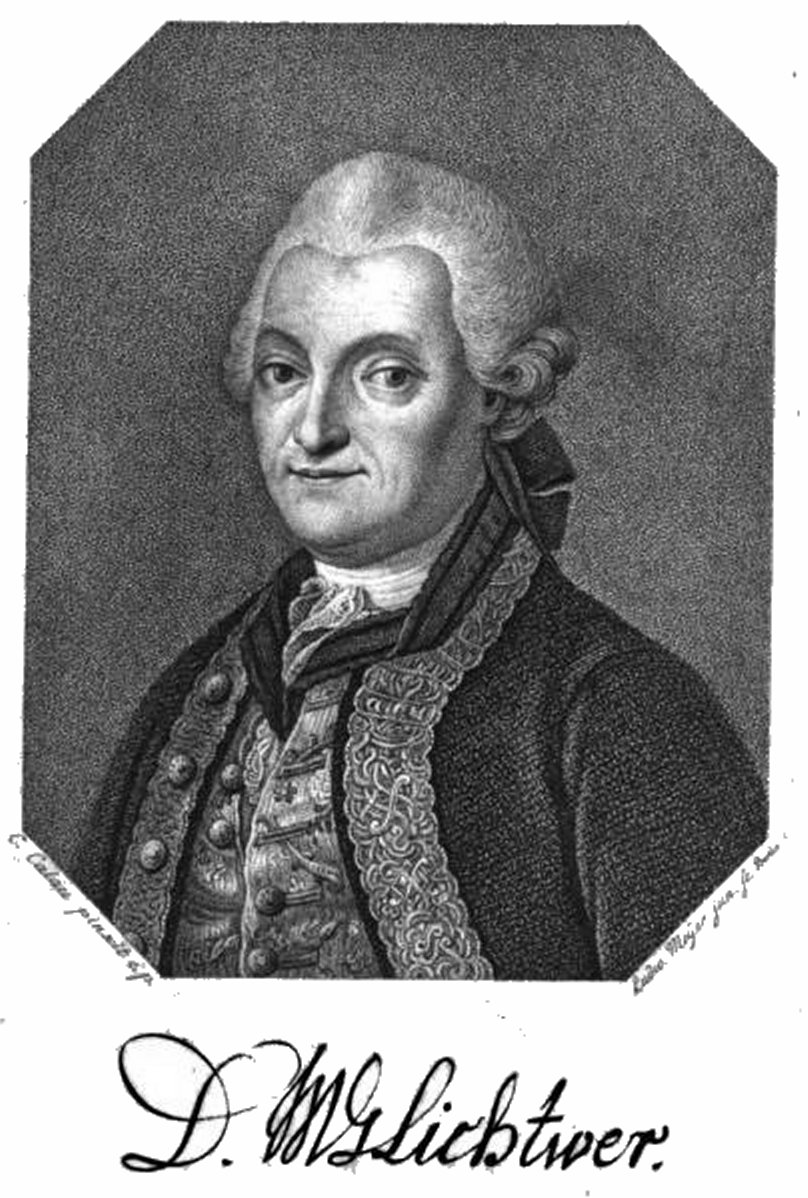

## Leben
Magnus Gottfried Lichtwer war der Sohn des gleichnamigen Juristen Magnus Gottfried Lichtwer dem Älteren (1680–1721) und dessen Ehefrau Dorothea Magdalena Wichmannshausen (1692–1727). Als Lichtwer zwei Jahre alt war, starb sein Vater und der Knabe wurde fortan von seinem Vormund, dem Stiftskanzler Christian Albinus Zahn († 1748) gefördert. Dieser ermöglichte ihm ab 1743 ein Studium an der Universität Leipzig (Geschichte, Jura, Philosophie). Später wechselte Lichtwer an die Universität Wittenberg, wo er bereits im darauffolgenden Jahr als Dr. jur. sein Studium erfolgreich abschließen konnte. Noch im selben Monat erreichte Lichtwer den Titel Magister der Philosophie. Im Jahr 1742 war er der Freimaurerloge Minerva zu den drei Palmen in Leipzig beigetreten.
Auf Grund eines Unfalls verlor Lichtwer fast vollständig seine Sehkraft, was ihn aber weder in seiner Karriere noch in seinem schriftstellerischen Schaffen hinderte. Seine erste Anstellung bekam Lichtwer an der Universität Wittenberg, wo er ab 1747 die Werke des Philosophen Christian Wolff kennenlernte, da Lichtwer dort als Privatdozent rechtsphilosophische Vorlesungen hielt. Die Philosophie dieses Aufklärers inspirierte Lichtwer 1758 zur Veröffentlichung des Lehrgedichts „Das Recht der Vernunft“.
Der Verleger Wolfgang Deer unterstützte Lichtwer, dass er 1748 seine „Aesopischen Fabeln“ veröffentlichen konnte. Diese Fabeln sind durchaus als eigenständige Werke zu sehen, verraten aber doch eine gewisse Nähe zu Christian Fürchtegott Gellert. Anlässlich Lichtwers hundertstem Geburtstag veröffentlichte Jakob Minor dessen Fabeln in der Reihe Deutsche National-Litteratur.
1749 heiratete Lichtwer in Wittenberg Henriette Sophie Albinus und hatte mit ihr drei Töchter. Mit seiner Familie ließ er sich in Halberstadt nieder. 1751 wurde er zum „Wirkl. Königl. Regierungsrath im Fürstenthum zu Halberstadt“ ernannt und bekam damit eine Anstellung in der Verwaltung. Seine Karriere führte über das Amt eines Konsistorialrats (1760) zu dem eines Strafrichters (1762) und ließ Lichtwer kaum Zeit für seine schriftstellerischen Ambitionen. So ist es zu erklären, dass Lichtwer zwar Freundschaft mit Johann Christoph Gottsched und Johann Wilhelm Ludwig Gleim schloss, aber zum Halberstädter Dichterkreis von „Vater Gleim“ nur am Rande Kontakt hatte.
Als Richter wurde Lichtwer später auch Abgeordneter in der Landesdeputation.
Lichtwer starb im Alter von 64 Jahren am 7. Juli 1783 in Halberstadt. 45 Jahre nach seinem Tod veröffentlichte sein Enkel Ernst Ludwig von Pott zusammen mit Friedrich Cramer eine Biographie seines Großvaters mitsamt dessen Schriften.

## Werke (Auswahl)
- Schriften. Brüggemann, Halberstadt 1828.
- Vier Bücher aesopischer Fabeln in gebundener Schreib-Art. Leipzig 1748.
  - Aus der darin enthaltenen Fabel Die Katzen und der Hausherr geht das geflügelte Wort „Blinder Eyfer schadet nur“ hervor.
- Das Recht der Vernunft. Ein Lehrgedicht. Leipzig 1758.
- Blinder Eifer schadet nur! Fabeln, Lehrgedichte. Reclam, Leipzig 1983.
- Lichtwer und Gottsched. Briefwechsel, Fabeln, Rezensionen. Hrsg. Walter Hettche. Aisthesis, Bielefeld 2003.